# 弗龙特拉堡
弗龙特拉堡是西班牙安达卢西亚自治区加的斯省的一个市镇。总面积178.84平方公里，总人口3022人（2017年），人口密度17人/平方公里。距离阿尔赫西拉斯或直布罗陀25公里。

## 人口
| 弗龙特拉堡             |
|                        |
| 来源：西班牙国家统计局 |

## 经济
弗龙特拉堡的传统产业是农业，以棉花、小麦和橙子的种植而闻名。由于该市邻近直布罗陀以及洛斯巴里奥斯和阿尔赫西拉斯等城市，近年来旅游业与服务业也飞速发展，是经济增长的主动力。
在2008年开始的经济危机期间，弗龙特拉堡成为加的斯省唯一没有深陷债务危机的三个市镇之一。

## 图集

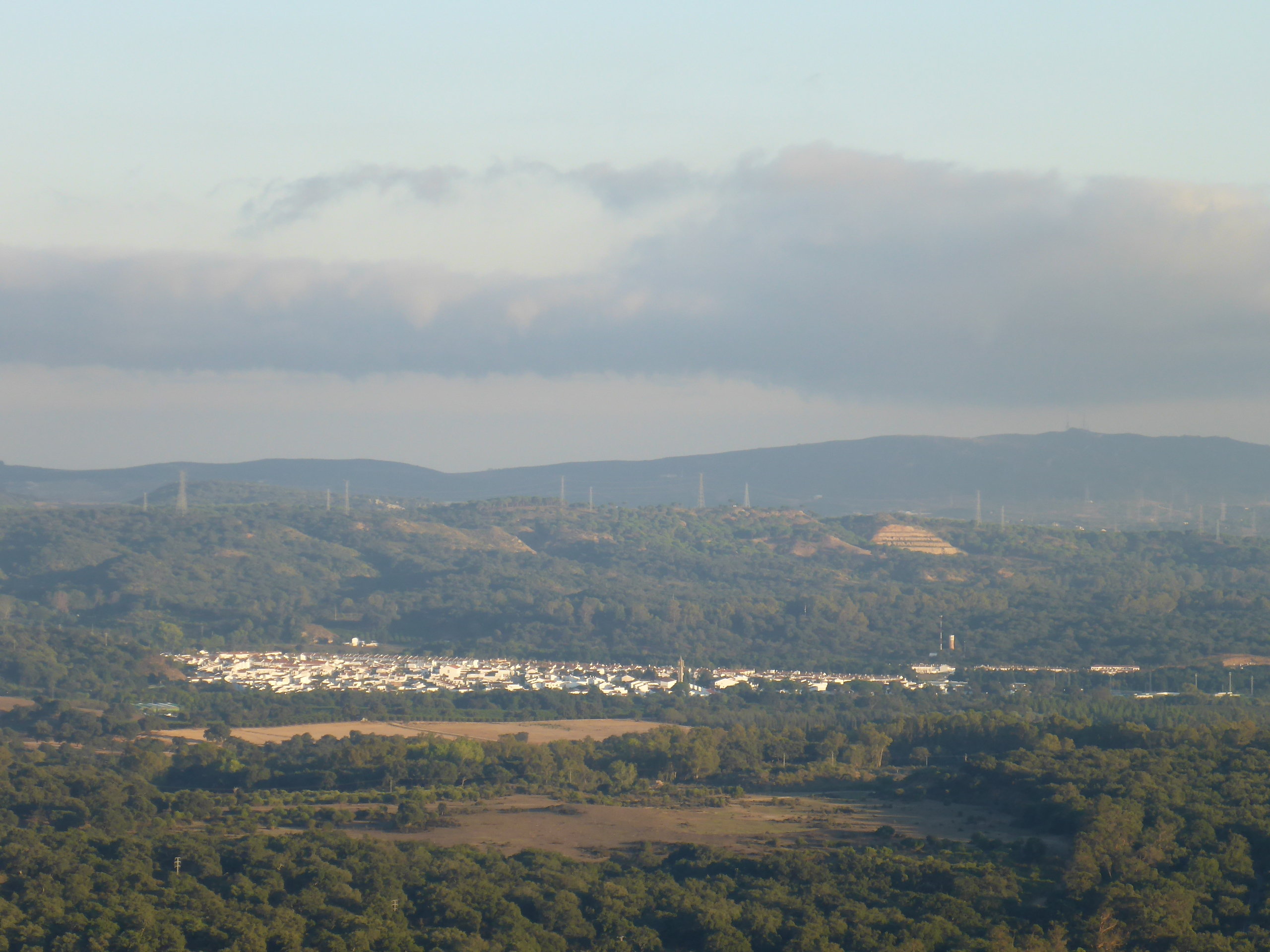
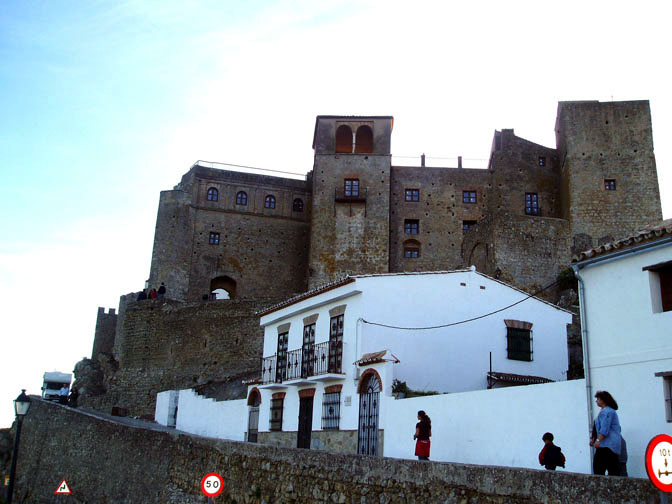
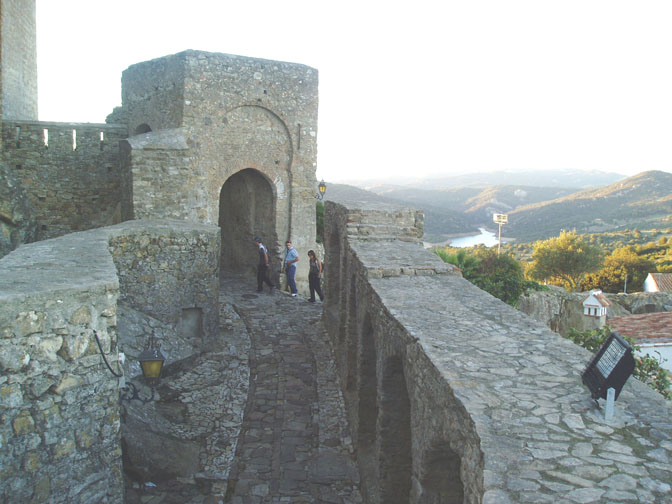
城堡
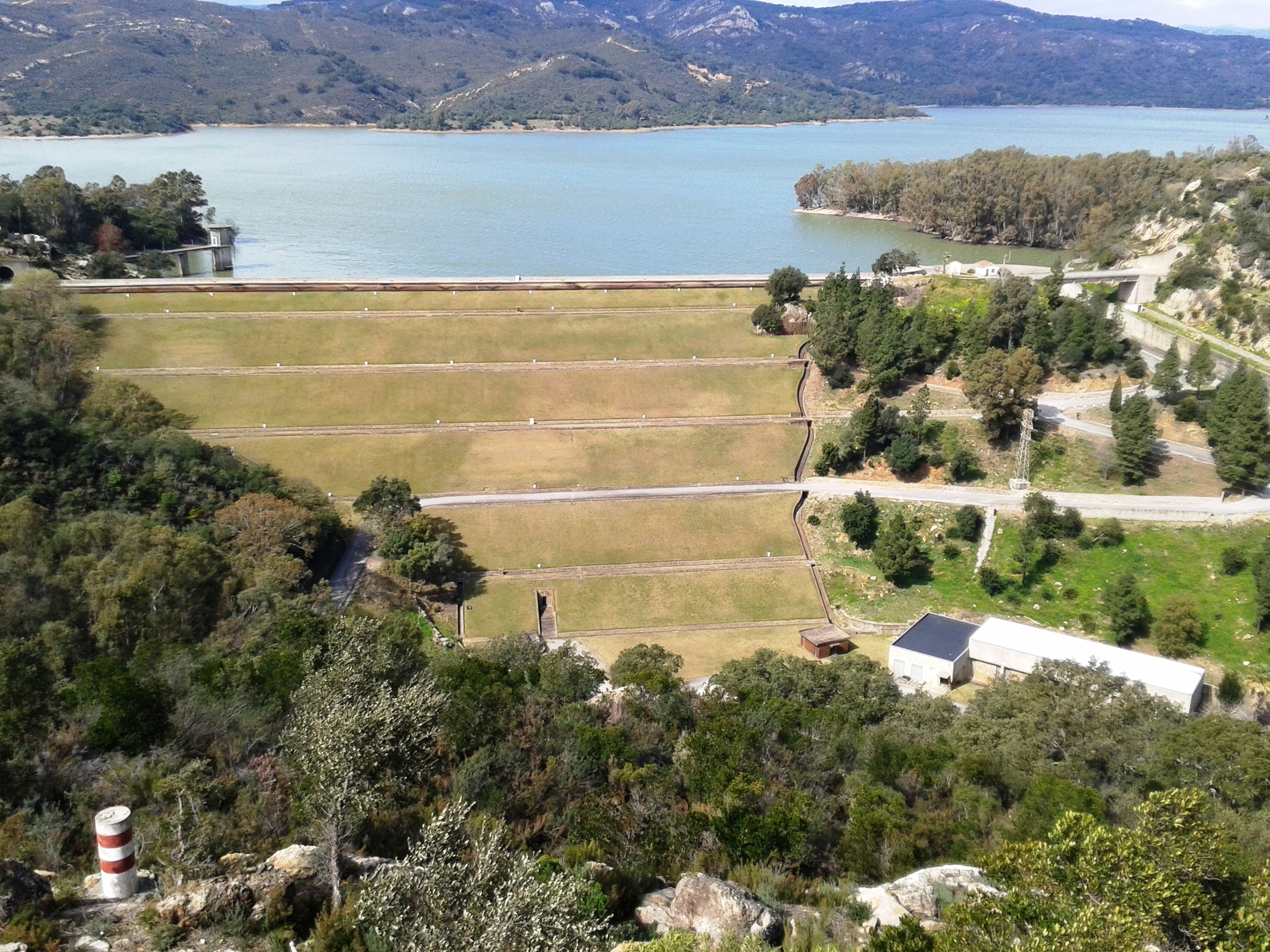
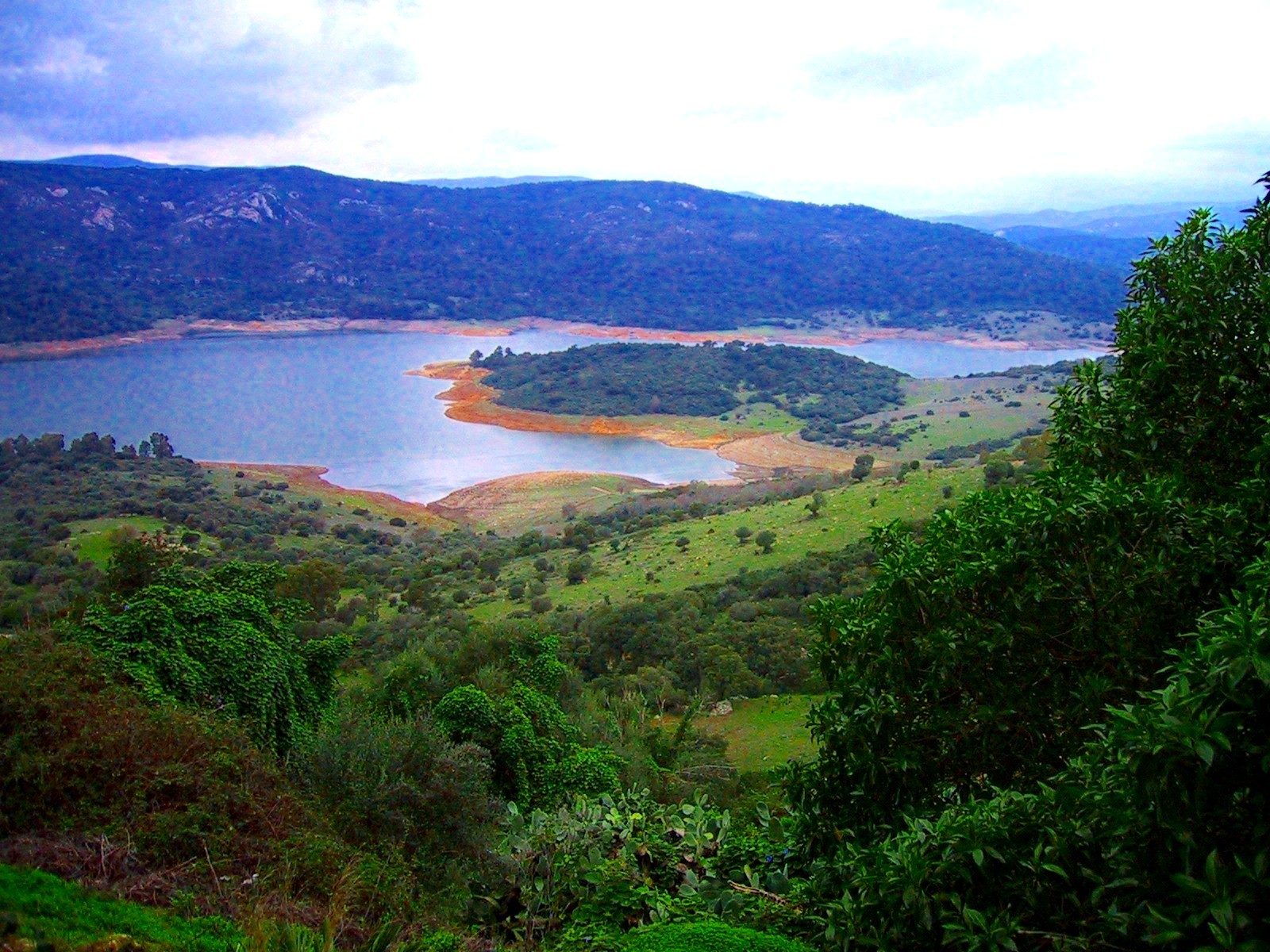